# 五代真紀子
五代 真紀子（ごだい まきこ）は、日本の実業家・芸能プロモーター・プロデューサー。株式会社ディネ アンド インディー顧問。
比嘉愛未、玉城ティナを発掘。大阪府岸和田市生まれ。AB型。

## 現在の役職
- 株式会社ディネ アンド インディー・顧問
- 沖縄アイドル「オキナワ美少女プロジェクト」プロデューサー[1]
- 沖縄県中小企業課道友会・那覇北地区地長
- 那覇市政策委員・副委員長高じて
- 沖縄県政策委員
- 那覇市国際通り大通り会・理事
- 那覇市小中企業振興・審議委員
- FM沖縄・審議委員[2]

## 略歴
- 13歳、大阪のモデル事務所にスカウトされる。モデルをはじめる
- 14歳、笑福亭鶴瓶と岸和田祭の中継番組で共演したことが初仕事
- 20歳、東京のモデル事務所に転属。全日空の九州キャンペーンCM、ダイドーCM、きゅうりのキューちゃんCM出演
- 25歳、モデル業引退。趣味のダイビングが高じて沖縄移住。広告代理店入社。3年間、社長のアシスタント業で修行
- 2001年、ロケーションコーディネーションとモデルマネージメント事務所「有限会社アンドインディ」取締役専務就任[3]
- 2007年6月、「株式会社ディネ アンド インディー」設立。代表取締役就任[4]
- 2014年、那覇市国際通りにスムージーカフェと併設レッスンスタジオ「:D kokusai+」をオープン[5][6]
- 2015年8月、「オキナワ美少女プロジェクト」を結成。国際通りでの自社イベントなどの活動を通して演技やウォーキングなどレッスン

## 来歴
- 中学、高校と軟式テニス部に所属
- 高校1年のときに東映主催「ミス映画村」でミスに選出された。
- 比嘉愛未を発掘。
- 玉城ティナを発掘。車で運転中に部活着で友達と家の近くを歩いていたところをスカウト。

## 人物
- 「まこさん」「まっきい」と周りから呼ばれている
- 古美術商を営む長女として生まれる。父は空手家で厳格。母は盆栽が趣味
- 少年野球をするTシャツ、ショートパンツの幼少時代
- 子供の頃の夢は作家、建築家
- 趣味はマラソン、フルマラソン3回。沖縄のテレビ企画で那覇マラソンを機にはじめた。
- バイクを乗る。ハーレー1450CC、FATBOY
- ミネラルヲタク、鉱物好き
- オーガニック、家で食べるものは全て無農薬、雑穀。沖縄県産の野菜やフルーツを使ったスムージーカフェをオープンした
- 愛犬家、トイプードル「うめちゃん」
- 資格は「メンタルカウセンラー」「コーティング」を所有
- 涙もろい
- スカウトの信念は「自分から行かない、引き寄せる」

## 発掘したタレント
- 比嘉愛未（現在ライジングプロダクション所属）
- 玉城ティナ
- 鹿川リサ（モデル）
- あゆむ（モデル）
- リリー（モデル）
- 棚原裕子（女優）